# Sønderho
Sønderho es una localidad situada en el municipio de Fanø, en la región de Dinamarca Meridional (Dinamarca), con una población estimada a principios de 2018 de unos 282 habitantes.
Se encuentra ubicada al sur de la isla de Fanø